# Politiezone Lanaken-Maasmechelen
De Politiezone Lanaken-Maasmechelen (zonenummer 5853) is een Belgische politiezone bestaande uit de gemeenten Lanaken en Maasmechelen. De politiezone behoort tot het gerechtelijk arrondissement Limburg.
De PZ Lanaken-Maasmechelen bestaat sinds 1 januari 2011 en is een samenvoeging van de vroegere PZ Lanaken en PZ Maasmechelen.
De zone wordt geleid door korpschef Ronin Cox.
Het hoofdcommissariaat van de politiezone is gelegen aan de Dokter Haubenlaan 2 in Maasmechelen.